# دانييل دوبوف
دانييل دوبوف (بالروسية: Дубов, Даниил Дмитриевич)‏ Daniil Dubov (ولد في 18 أبريل 1996 في موسكو) لاعب روسي يحمل لقب أستاذ كبير.

## إنجازات
- فاز ببطولتي روسيا للشطرنج السريع والخاطف تحت 16 سنة في عام 2009.
- لعب في كأس العالم للشطرنج عام 2013، ووصل للجولة الثالثة حيث هزمه أنتون كوروبوف، بعدما هزم سيرغي فيدورتشوك وبطل العالم السابق رسلان بونوماريوف.
- في ديسمبر 2013 لعب في مباراة ودية من ست أدوار مع اللاعب ألكسي شيروف، سميت «معركة الأجيال» حيث فاز بها الأخير.

## ألقاب
- حصل على لقب أستاذ كبير عام 2011.

## تصنيف
- بلغ في تصنيف إيلو 2694 نقطة في يناير 2018.

## روابط خارجية
- دانييل دوبوف على موقع الاتحاد الدولي للشطرنج (الإنجليزية)
- دانييل دوبوف على موقع مباريات الشطرنج (الإنجليزية)
- دانييل دوبوف على موقع 365Chess.com (الإنجليزية)
- دانييل دوبوف على موقع Chesstempo.com (الإنجليزية)